# 渥太華縣 (俄亥俄州)
渥太華縣（英語：Ottawa County）是美國俄亥俄州北部的一個縣，北隔伊利湖與加拿大相望。面積1,515平方公里。根據美國2000年人口普查，共有人口40,985。縣治克林頓港（Port Clinton）。
成立於1840年。縣名有兩種說法：一為當地的原住民渥太華族，另一為印第安語「商人」的意思。